# الخصال
كتاب الخصال تأليف محمد بن علي بن بابويه القمي المعروف بالشيخ الصدوق المتوفى سنة 381 هـ وهو متكلم، أديب، فقيه ومحدث إمامي.صنّفه قبل السبعينات وأجمع فيه أعداد الخصال المحمودة والمذمومة من أحاديث الرسول وآله وذلك في أربعمئة باب. وكانت الطبعة الأولى للكتاب في طهران سنة 1302 وهي طبعة حجرية.

## المؤلف
ولد أبو جعفر محمد ابن علي المعروف بابن بابويه القمي والأشهر الشيخ الصدوق في مدينة قم سنة 305 هـ في عصر الغيبة الصغرى في فترة النائب الثالث لإمام محمد بن الحسن المهدي. وقد أكثر الصدوق من مجالسة العلماء والسماع منهم حتى أصبح فقيهاً ومحدثاً إمامياً وقد لقبه الطوسي في كتابه الاستبصار بلقب «عماد الدين» لرفعة مقامه. وهو مؤلف كتاب من لا يحضره الفقيه الذي يعتبر من الكتب الأربعة عند الشيعة. تتميز مؤلفاته بأنها مصادر موثوقة عند الفقهاء والعلماء ولذلك سمي بالصدوق.
الّف كتاب الخصال قبل السبعينات واعتمد فيه علی الأسلوب العددي في بيان المواعظ والخصال الحميدة. قال فی مقدمة الکتاب: «أما بعد فإني وجدت مشايخي وأسلافي قد صنفوا في متون العلم كتباً وأغفلوا عن تصنيف كتاب يشتمل على الأعداد والخصال المحمودة والمذمومة، ووجدت في تصنيفه نفعاً كثيراً لطالب العلم والراغب في الخير».

## محتوی الکتاب
کتاب الخصال هو مجموعة أحاديث اشتملت على الأعداد، فاختارها المؤلّف وجمعها ونسّق مجموعها في سلك عناوين عددية في أبواب متسلسلة، وعدد هذه العناوین ناهزت الألف عنواناً، فوزّعت بين 24 باباً، فیبدأ بباب الواحد، ثمّ الاثنين وهکذا إلى باب التسعة عشر ثم باب العشرين وما فوقها، وباب الثلاثين وما فوقها إلى أن ینتهی بباب الأربعمائة.
فجاء تحت كلّ عنوان موضوع يناسبه، وفيه حديث أو أكثر، ویشمل ذلك علی آيات من القرآن، ومواعظ وحكم، وأحكام دينية، ومسائل علمية، وأبيات مستجدّة.
وعدد هذه الأحادیث هو ألفٍ ومئتين وخمسة وخمسين حديثاً (1255). وتتنوّع مواضيعه، من تبيان لأحكام الحلال والحرام إلی المسائل الأخلاقية والاجتماعيّة والطبّية والعلميّة والعقائديّة.. وغير ذلك.

## طبعاته
طُبع الكتاب مرتين بالطبع الحجري، الطبعة الاُولى سنة 1302 هـ والثانية سنة 1374هـ. وطبع مرات بالطبع الحرفي ولكن كان فيها الكثير من الأخطاء وهي فاقدة الإسناد. ثم طبع الكتاب بتصحيح فضل الله الطباطبائي اليزدي وهي طبعة مصححة في لفظ الحديث لكن بقيت فيه بعض الأخطاء في الاسانيد. وأخيراً طُبع الكتاب بتحقيق علي أكبر الغفاري عمل في تصحيحه سنداً ومتناً سنة 1403، وقام بنشره المكتب التابع لجماعة المدرسين في قم في مجلد واحد.

## نسخ الکتاب
- توجد نسخة مخطوطة من الكتاب محفوظة في مكتبة مسجد شاه بطهران فالنسخة في جزئين، كُتب الجزء الأول سنة 1011 هـ، بدون ذكر الكاتب، والجزء الثاني كتب بخط بهاء الدين محمد بن عبد الله البشروي سنة 1064 هـ.
- وهناك نسخة ثمينة في مكتبة الدكتور محمود حجت الهمداني، كتبها محمد جان الهمداني في سنة 1104 هـ.
- ونسخة أخرى كتبها صدر الدين محمّد الحسينى، عام 1071 هـ.[8]

## وصلات خارجية
- قراءة کتاب الخصال.